# Gliese 667 Cd
Gliese 667 Cd (en abrégé : GJ 667 Cd) est une planète extrasolaire (exoplanète) en orbite autour de l'étoile Gliese 667 C, une naine rouge composante du système Gliese 667, situé dans la constellation zodiacale du Scorpion.
Son existence a été suggérée, en décembre 2012, par l'astrophysicien canadien Philip C. Gregory, de l'université de la Colombie-Britannique. Mais elle est contestée, notamment par Farhan Feroz et Michael P. Hobson, de l'université de Cambridge.
Il s'agirait d'une planète tellurique de type super-Terre et elle serait située dans la zone habitable circumstellaire de Gliese 667 C.